# Schloss Steinenhausen

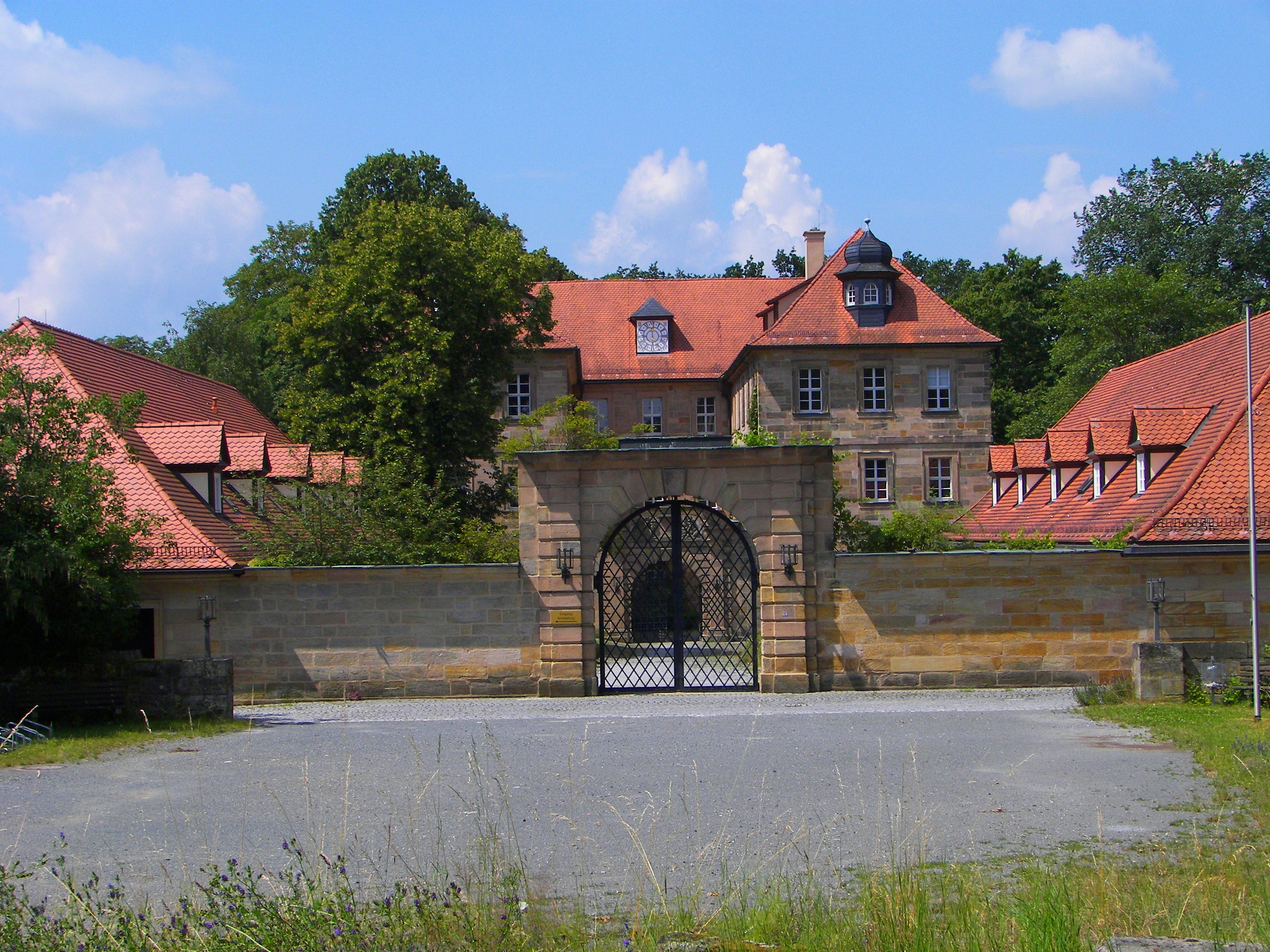
Ansicht von Schloss Steinenhausen, Eingangsseite

Schloss Steinenhausen ist eine barocke Schlossanlage bei Melkendorf, einem Stadtteil von Kulmbach in Oberfranken. Das Gebäude war Jahrhunderte im Besitz einer Linie der Freiherren von Guttenberg. Es steht direkt am Zusammenfluss des Roten und des Weißen Mains. Am Mainzusammenfluss hinter dem Schloss beginnt der Main.

## Geschichte

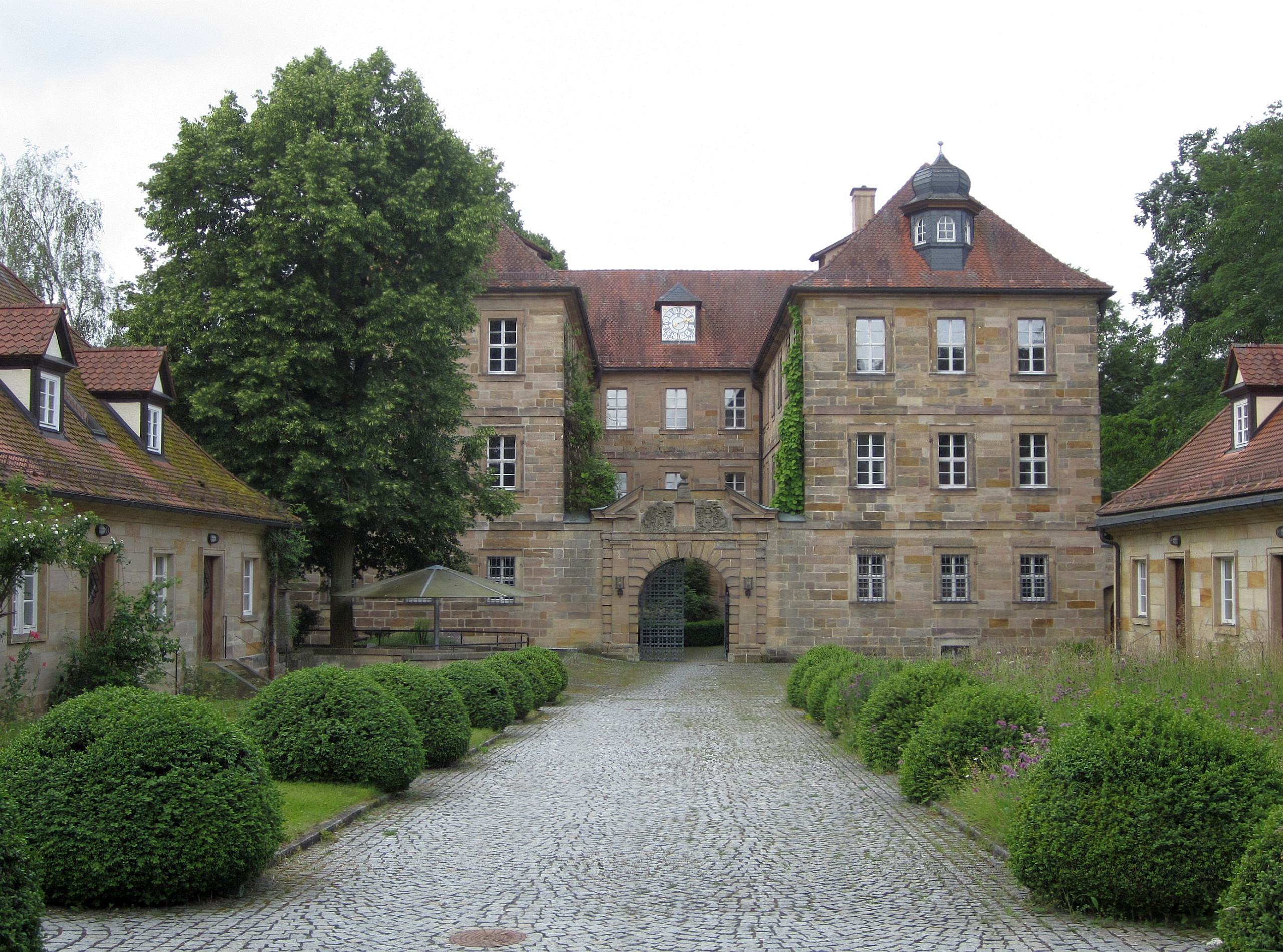
Schloss Steinenhausen

Im Jahre 1439 wurden Rüdiger Henlein und seine Brüder Ulrich und Jörg von Markgraf Friedrich von Brandenburg-Kulmbach mit dem Burgstall Steinenhausen belehnt. Vermutlich begann 1481 Bernhard von Guttenberg zum Steinenhaus mit dem Auf- und Ausbau des Schlosses:
„Der nächste Hinweis ist einem Allianzwappen (Guttenberg/Fuchs von Schweinshaupten) über der rechten Eingangstür im Schloß zu entnehmen. Die beigegebene Inschrift besagt, daß Moritz von Guttenberg die Wappentafel im Jahre 1512 anbringen ließ, als er den Bau einer neuen Kemenate... im Schloß begann“.
Die Brüder von Moritz von Guttenberg, „eine der bedeutendsten und schillerndsten Figuren... der Adelsfamilie Guttenberg“, Heinrich IV. und Bernhard, hatten am Wiederaufbau des Schlosses mitgewirkt.
Die freiherrliche Familie Guttenberg verkaufte 1935 das Schloss an die Bayerische Bauernsiedlung. Archiv und Inventar wurden in das Schloss Kirchlauter in den Haßbergen überführt. Im Schloss war von 1940 bis 1945 ein NSV-Kindergärtnerinnen- und Hortnerinnenseminar untergebracht. Ab 1945 wurde das Gebäude kurz als Entbindungsstätte und danach viele Jahre als Altenheim genutzt.

## Heutige Nutzung
1987 ging das Schloss in staatlichen Besitz über. Dort befindet sich die Außendienststelle Kulmbach des Bayerischen Landesamtes für Umwelt. Es wurde innen und außen umfangreich renoviert.